# Pygospio californica
Pygospio californica är en ringmaskart som beskrevs av Hartman 1936. Pygospio californica ingår i släktet Pygospio och familjen Spionidae. Inga underarter finns listade i Catalogue of Life.